# Vrooom
Vrooom (stylizowane jako VROOOM) – minialbum grupy King Crimson, wydany w 1994 roku. Zapowiadał album THRAK.

## Historia
Minialbum zapowiadał album THRAK, wydany rok później. Zadebiutowało nim tzw. podwójne trio King Crimson: Adrian Belew, Bill Bruford, Robert Fripp, Trey Gunn, Tony Levin, Pat Mastelotto. Choć większość zawartych na minialbumie utworów (z wyjątkiem „Cage” i „When I Say Stop, Continue”) znalazła się na THRAK, to tu zostały one nagrane w innych wersjach: cięższych i ostrzejszych.

## Spis utworów
| 1. | Vrooom                    | 7:16  |
|    |                           |       |
| 2. | Sex Sleep Eat Drink Dream | 4:42  |
|    |                           |       |
| 3. | Cage                      | 1:36  |
|    |                           |       |
| 4. | Thrak                     | 7:19  |
|    |                           |       |
| 5. | When I Say Stop, Continue | 5:20  |
|    |                           |       |
| 6. | One Time                  | 4:25  |
|    |                           |       |
|    |                           | 30:38 |
|    |                           |       |
- Muzyka – King Crimson
- Produkcja – David Bottrill, King Crimson

## Muzycy
- Robert Fripp – gitara
- Adrian Belew – guitar, wokal
- Tony Levin – gitara basowa, Chapman stick
- Trey Gunn – Warr guitar
- Bill Bruford – instrumenty perkusyjne
- Pat Mastelotto – instrumenty perkusyjne